# Апоцентр

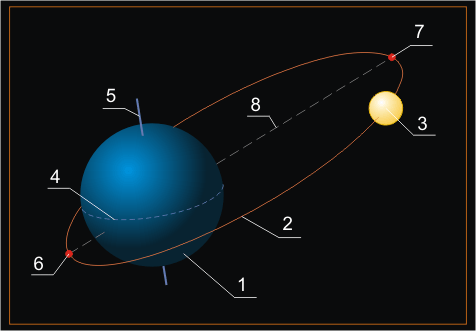
1 Земля, 2 орбіта супутника, 3 супутник Землі, 4 лінія земного екватора, 5 вісь обертання Землі, 6 перигей, 7 апогей, 8 лінія апсид

Апоце́нтр (від грец. από «апо» — частина складного слова, що означає заперечення чи відсутність чогось; лат. centrum — центр) — точка еліптичної орбіти небесного тіла, найвіддаленіша від центрального тіла, навколо якого здійснюється рух.
Окремі орбіти мають специфічні назви апоцентру, що походять від їх центральних тіл:
- На орбітах навколо планет та їх супутників:
  - апогей — найвіддаленіша від Землі точка на орбітах Місяця й штучних супутників Землі[1].
  - апоселеній — на орбітах навколо Місяця[1];
  - апоарій — на орбітах навколо Марса;
  - апойовій — на орбітах навколо Юпітера;
- На орбітах навколо Сонця апоцентр називають афелієм[1].
- На орбітах зір у подвійних системах — апоастром[2].
- На орбітах зір у Галактиці найвіддаленішу від центра Галактики точку орбіти називають апогалактіоном[2].